# San-Juanvulkaanveld

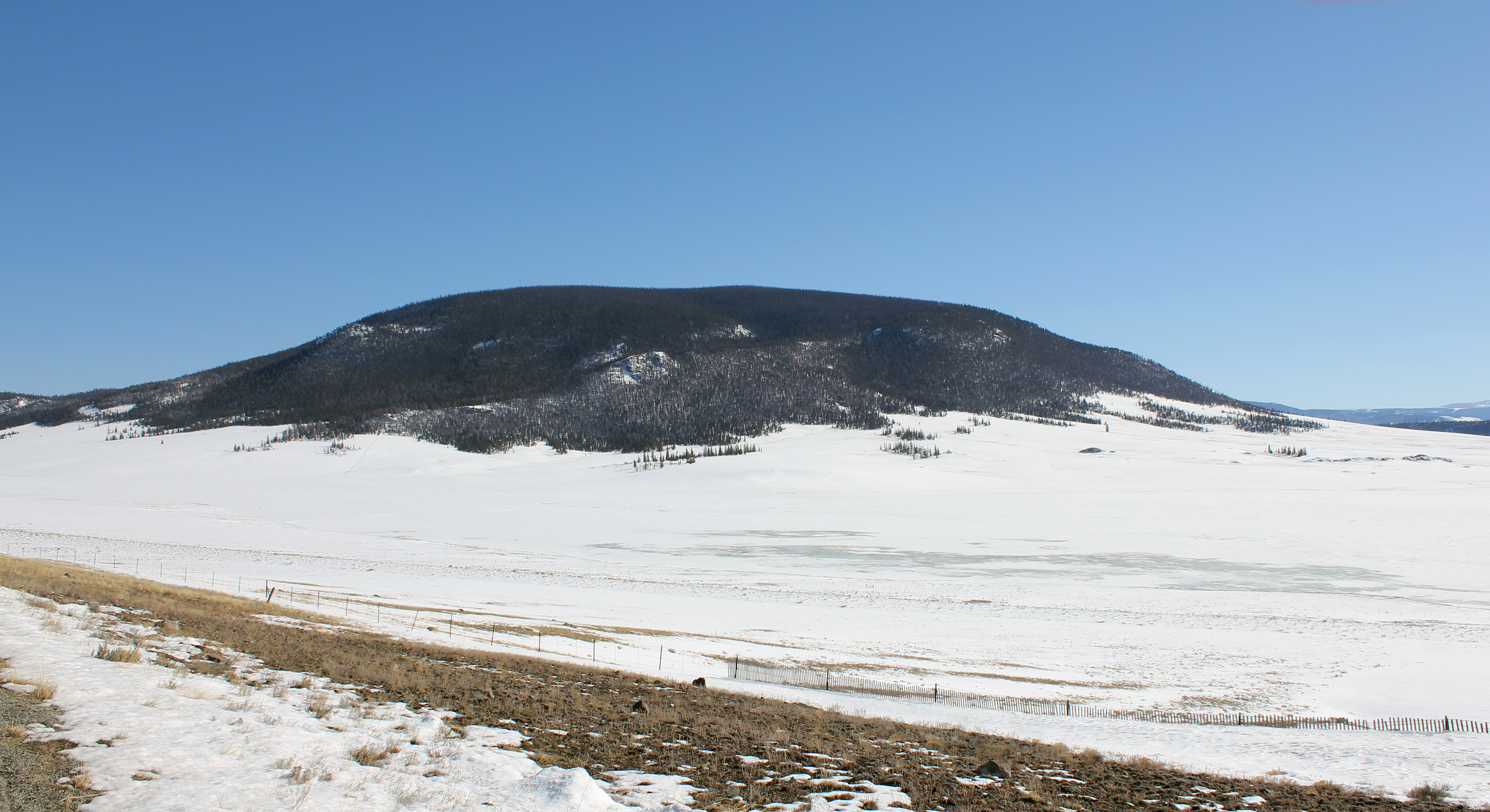
Cochetopa Dome (Cochetopa Caldera).

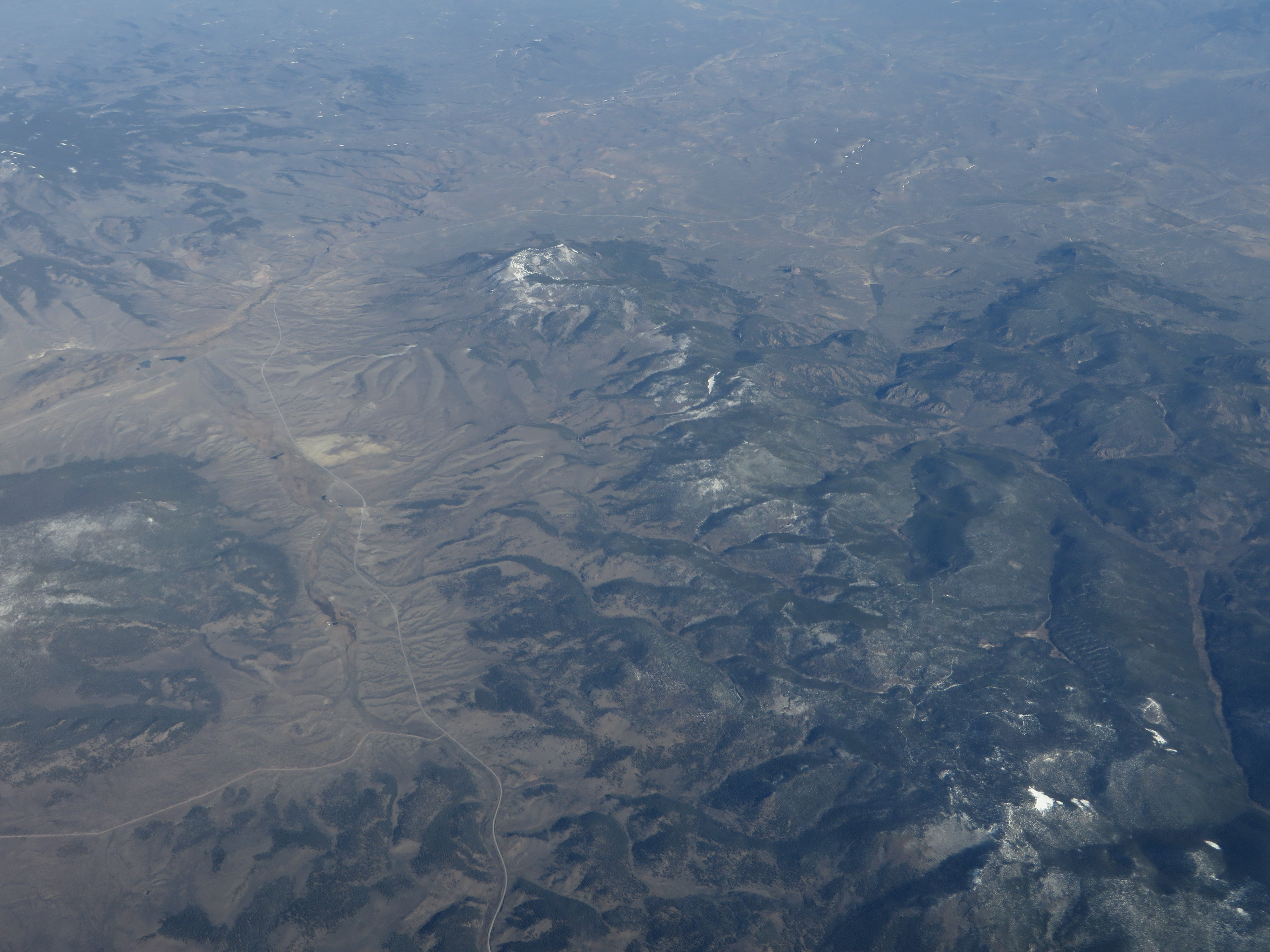
Luchtfoto van Colorado State Highway 114 nabij Cochetopa Dome en Cochetopa Hills.

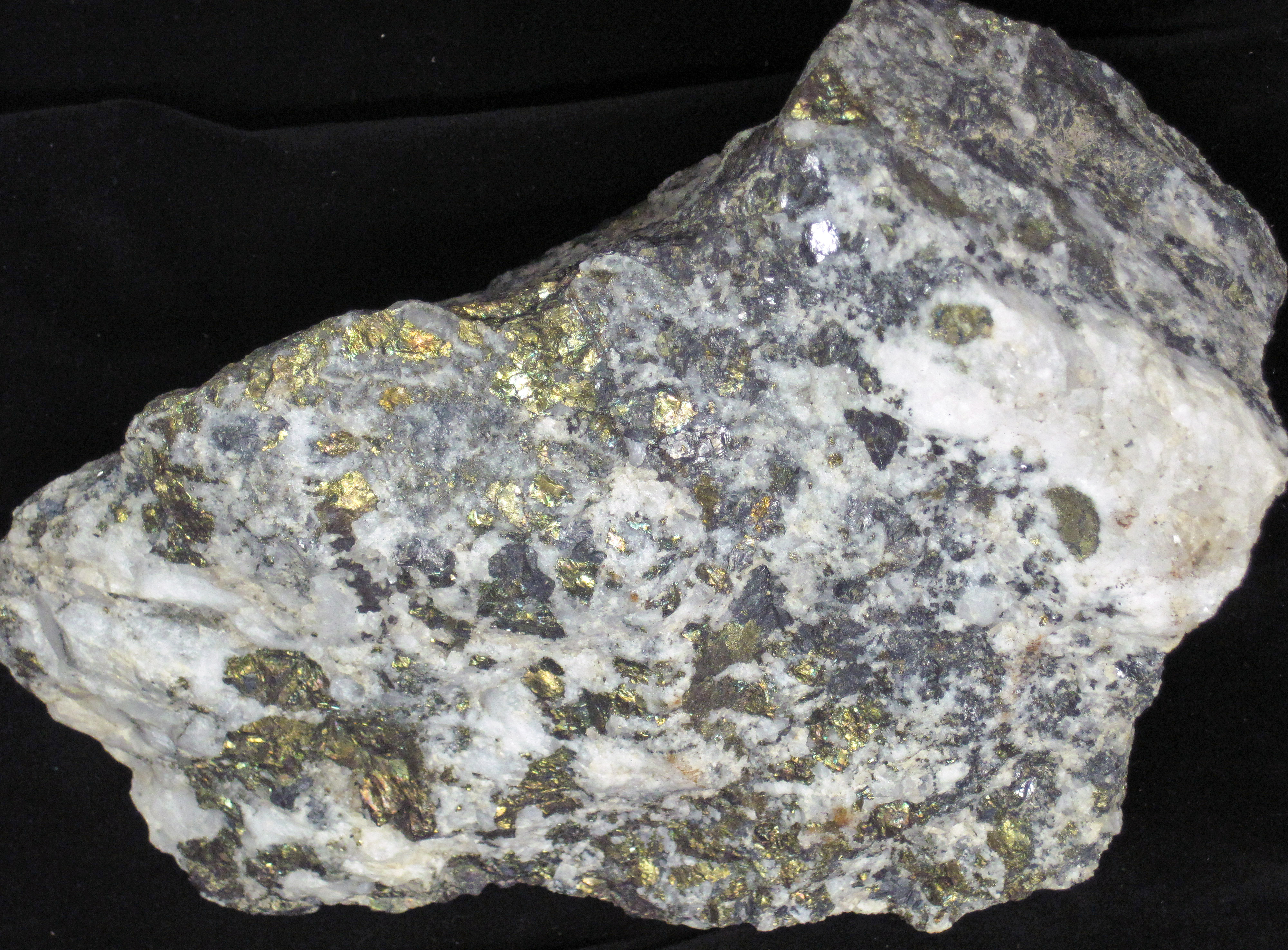
chalcopyriet-kwarts- rotsmonster afkomstig van de Idaradomijn in het San-Juanvulkaanveld.

Het San-Juanvulkaanveld (Engels: San Juan volcanic field) is een vulkaanveld dat deel uitmaakt van het San-Juangebergte in Zuidwest-Colorado. Het bestaat grotendeels uit vulkanisch gesteente dat het restant vormt van een uitgestrekt composietvulkaanveld dat het grootste gedeelte van de zuidelijke Rocky Mountains bedekte gedurende het midden-tertiair. In deze regio bevonden zich een groot aantal caldeiravulkanen, waarvan er nu zo'n 15 bekend zijn, die samen het San-Juanvulkaanveld vormen.
Het vulkanisme in deze regio begon met de vorming van een groot aantal stratovulkanen die 35 tot 40 miljoen jaar geleden actief werden en zo'n 35-30 miljoen jaar geleden een sterk verhoogde activiteit vertoonden. Rond die tijd veranderde de vulkanische activiteit in explosieve erupties. Bij veel van deze vulkanen volgde instorting van de kraterbodem, hetgeen resulteerde in de 15 (mogelijk 18) nu bekende caldeira's in het gebied.

## Fasen van vulkanische activiteit
Het San-Juanvulkaanveld heeft twee fases van vulkanisme gekend:
De eerste fase, in het oligoceen, produceerde voornamelijk lava met een intermediaire samenstelling en breccie. Een aantal pyroclastische tuffieten maakte ook deel uit van deze fase van vulkanisme.
De tweede fase, van het mioceen tot het plioceen, had een basaltische samenstelling en wordt over het algemeen geïnterpreteerd als een gedeeltelijk smelten van de onderlaag van de aardkorst die via erupties op het aardoppervlak terechtkwam.

## Belangrijkste caldeira's
- La Garita Caldera. Deze caldeira heeft een ovale vorm met een diameter die varieert van 35 tot 75 km,[4] en is ontstaan door een van de krachtigste explosieve erupties in de geschiedenis van de Aarde. Deze eruptie vond ongeveer 27 miljoen jaar geleden plaats en produceerde meer dan 5000 km³ lava.[5][6]
  - La Garita, North Caldera (Saguache) 37° 57' 0" NB, 106° 47' 60" WL
  - La Garita, Central Caldera 37° 45' 34" NB, 106° 56' 20" WL
  - La Garita, South Caldera 37° 33' 36" NB, 107° 0' 0" WL
- Cochetopa Caldera 38° 12' 0" NB, 106° 45' 0" WL[4]
- Nelson Mountain Caldera 37° 57' 36" NB, 106° 55' 48" WL[4]
- Bachelor Caldera 37° 49' 3" NB, 106° 54' 46" WL[4]
- Creede Caldera 37° 45' 34" NB, 106° 56' 20" WL[4]
- Lake City calderas 38° 1' 31" NB, 107° 23' 4" WL[3]
- Platoro calderas 37° 21' 8" NB, 106° 31' 52" WL[3]